# Dimanche sanglant de Stanisławów

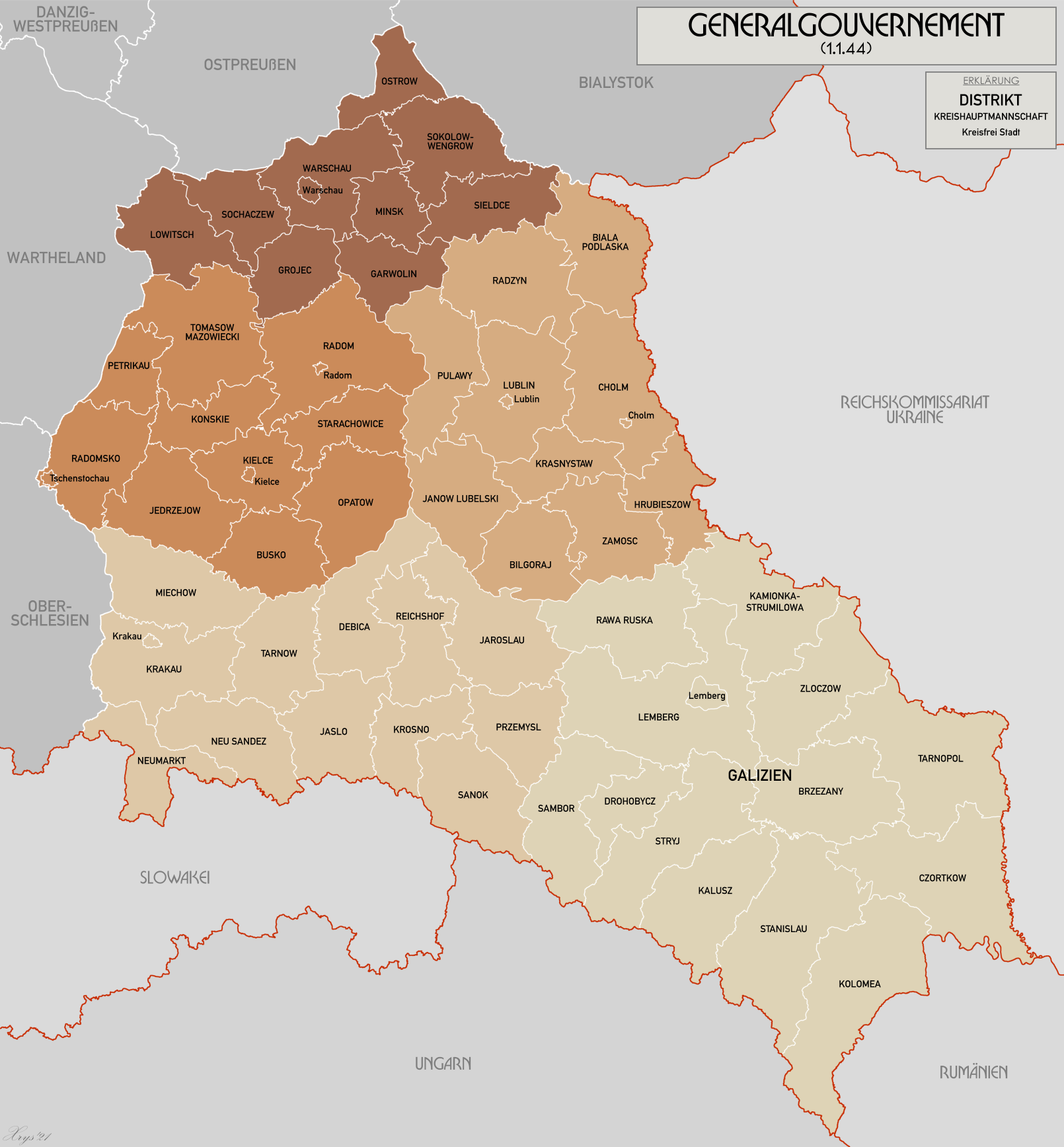
Carte administrative du Gouvernement général de Pologne, responsable du massacre.

Le dimanche sanglant de Stanisławów (en allemand : Blutsonntag von Stanislau) est une tuerie de masse de la Seconde Guerre mondiale commise le 12 octobre 1941 sur plus de dix mille hommes, femmes et enfants juifs dans la ville de Stanislau, ou Stanisławów en polonais, aujourd'hui Ivano-Frankivsk, dans l'actuelle Ukraine occidentale. Ce massacre, organisé par le Hauptsturmführer SS Hans Krüger, est considéré comme le début de la Solution finale dans le Gouvernement général de Pologne.

## Contexte
Après la guerre soviéto-polonaise de 1919-1921, la région de Galicie orientale autour de Stanislau, autrefois située en Autriche-Hongrie, fait partie de la voïvodie de Stanisławów, en République polonaise, en vertu de la paix de Riga. La région est annexée par l'Union soviétique le 17 septembre 1939 à la suite du Pacte germano-soviétique. Le 2 juillet 1941, peu après l'attaque allemande contre l'Union soviétique, Stanislau est occupée par les troupes hongroises. Fin juillet 1941, les Allemands prennent le relais et intègrent le district de Galicie en août 1941 au Gouvernement général.
La ville de Stanislau (en polonais Stanisławów, actuellement en Ukraine depuis 1945 et rebaptisée Ivano-Frankivsk en 1962) se trouve à 120 kilomètres au sud-est de Lviv. 24 823 Juifs y vivaient en 1931 ; le nombre total d'habitants pour 1938 est de 85.000. La population juive est passée à 42 000 en 1941. Certains d'entre eux sont des Juifs qui s'y étaient réfugiés pendant l'invasion de la Pologne ; la majorité, cependant, ont été expulsés de la Transcarpatie occupée par la Hongrie.

### Liquidation de «l'intelligentsia polonaise-juive»
La délégation de Stanislau du commandant de la Sipo et du SD Lemberg (rebaptisée plus tard Police des frontières-Commissariat de Stanislau) est dirigée de fin juillet 1941 à août 1942 par le SS-Hauptsturmfuhrer Hans Krüger. Elle est responsable des districts de Stanislau et de Kalouch ainsi que de la région autour de Rohatyn avec plus de 700 000 habitants. L'agence compte à peine une trentaine d'employés allemands, mais compte de nombreux volontaires auxiliaires recrutés parmi les Volksdeutsche et les milices ukrainiennes. Le 2 août 1941, Krüger fait arrêter des membres de l'intelligentsia polonaise et, quelques jours plus tard, fait fusiller et enterrer 600 d'entre eux dans la forêt de Pawelce. Selon Krüger, Karl Eberhard Schöngarth a donné des instructions fin août ou en septembre qui ont conduit au meurtre de masse des Juifs en Galicie à partir d'octobre 1941. Cependant, on ignore si c'est le SS-Sturmbannfuhrer Helmut Tanzmann (de) de l'Einsatzkommando z. b V. ou le Chef supérieur de la SS et de la Police Fritz Katzmann qui a pris l'initiative et donné les ordres décisifs. Selon Krüger, la raison de l'extermination des juifs à Stanislau était qu'un ghetto qui y était prévu et qui fut effectivement mis en place en décembre 1941, ne pouvait accueillir qu'une fraction des Juifs. Une autre raison donnée pour le début des meurtres de masse dans cette région était la proximité de la frontière entre les Carpates hongroises et l'Ukraine, d'où les Juifs étaient constamment déportés vers le district de Galicie.

### Nadwirna
Le 6 octobre 1941, Krüger mène une « grande opération » dans la petite ville de Nadwirna, considérée comme une « répétition générale » de l'organisation du dimanche sanglant de Stanislau. L'action est préparée lors d'une réunion à Lemberg, au cours de laquelle Friedrich Katzmann aurait annoncé le début de « mesures de liquidation ordonnées contre la masse des Juifs de Galicie ». Krüger (selon le verdict du jury d'un procès ultérieur) aurait annoncé à ses hommes tôt le matin avant le début de « l'action », qu'« une tâche difficile » les attendait, et que « l'extermination des Juifs a été ordonnée par le Führer ».
En plus des membres de son bureau, Hans Krüger a à sa disposition des policiers de Vienne qui commandent la police auxiliaire ukrainienne, et deux compagnies du bataillon de police de réserve 133. Environ deux mille Juifs sont rassemblés de force à un point de rassemblement clôturé en ville. Les victimes — hommes et femmes, enfants et personnes âgées — sont chargées dans des camions et emmenées dans une zone boisée. Elles doivent enlever leurs vêtements, sont conduites par groupes à une fosse et y ont été abattues. Au moins 1 200 Juifs sont tuées ce jour-là. Dans la soirée, les Juifs restants sont libérés du point de rassemblement après avoir dû abandonner tous leurs objets de valeur.

## Dimanche sanglant
Le matin du 12 octobre 1941, Hans Krüger donne ses ordres pour la « grande opération ». Les escouades de la Sipo, le bataillon de police de réserve 133 et la milice ukrainienne nettoient systématiquement les habitations juives : en commençant par la voie ferrée, puis en continuant à travers le centre-ville jusqu'au quartier du Belvédère, où le ghetto est ensuite été installé. Les Juifs, qui doivent emporter leurs objets de valeur, sont rassemblés sur la place du marché. En colonnes de 200 personnes, ils marchent vers le nouveau cimetière juif du quartier de Zagwozdzieckie ; les malades et les infirmes sont transportés par camion.
Le cimetière est entouré d'un haut mur. Plusieurs fosses y ont été creusées la veille. Les premières victimes abattues sont 400 Juifs qui avaient fui vers la Hongrie mais ont ensuite été déportés de l'autre côté de la frontière et emprisonnés à Stanislau. Les Juifs arrivant du point de rassemblement doivent d'abord s'asseoir et restent sous surveillance. Puis ils sont contraints de retirer leurs vêtements et remettre les objets de valeur qu'ils ont apportés avec eux avant d'être conduits au bord de la fosse. Les pelotons d'exécution sont composés de dix à quinze tireurs munis de fusils et de pistolets. La fusillade ne s'interrompt qu'au crépuscule. Les survivants sont poussés hors du cimetière à coups de matraque.
Selon des témoins contemporains, 10 000 à 12 000 hommes, femmes et enfants juifs ont été abattus à Stanislau durant cette journée. Ces chiffres sont également mentionnés dans la littérature spécialisée. Lors du procès de Hans Krüger, le tribunal a estimé le nombre des victimes à au moins 6 000 victimes.

## Meurtres de masse en Galicie
Le Dimanche sanglant de Stanislau du 12 octobre 1941 est considéré comme le début de la « solution finale » dans le Gouvernement général de Pologne. Le 13 octobre, Heinrich Himmler, Odilo Globocnik et le HSSPF Friedrich Wilhelm Krüger se rencontrent à Berlin et décident vraisemblablement ce jour de mettre en place des camps d'extermination stationnaires au sein du gouvernement général.
Jusqu'au 1er décembre 1941, de nombreuses autres fusillades de masse ont lieu dans le district de Galicie, notamment à Rohatyn, encore à Stanislau, et à Delyatyn et Kalush, au cours desquelles plusieurs milliers de Juifs sont assassinés. Fin mars 1942, Krüger fait expulser plus d'un millier de « juifs inutiles » du ghetto de Stanislau qui sont envoyés, le 1er avril 1942, au camp d'extermination de Belzec pour y être gazés. Une lettre de protestation d'un Allemand de souche de Stanislau, adressée à Joachim von Ribbentrop a été conservée Le 2 juillet 1942, le New York Times publie un rapport sur le massacre de 700 000 Juifs dans les territoires occupés par l'Allemagne nazie, mentionnant 15 000 victimes à Stanislau.
Le ghetto de Stanislau est liquidé en janvier 1943. Début 1944, un commando spécial ouvre la plupart des charniers, brûle les cadavres et efface les traces des crimes. Stanislau est libérée par l'Armée rouge le 27 juillet 1944. Parmi les résidents juifs de la ville, seuls une centaine ont survécu.

## Procès
En janvier et février 1966, deux frères, Johann et Wilhelm Mauer, après que Simon Wiesenthal a retrouvé leur trace, sont jugés au tribunal de Salzbourg, accusés d'avoir pris par au massacre du 12 octobre. Les accusés et leurs avocats multiplient les déclarations antisémites, sous les applaudissements du public, les témoins sont hués et les accusés sont acquittés au motif qu'ils auraient été contraints d'obéir aux ordres. Le jugement est cependant annulé, car il s'avère que trois anciens nazis faisaient partie du jury, et le dossier est transféré à la Cour suprême de Vienne. Un deuxième procès s'ouvre en octobre de la même année, très suivi par la presse de l'époque : les déclarations antisémites des prévenus et des avocats se heurtent cette fois à la réprobation du jury et de l'assistance, et les deux frères sont condamnés à des peines de 8 et 12 ans de prison. Ils bénéficieront d'une libération anticipée à la suite d'une grâce.
Après plusieurs années d'enquêtes, un procès est engagé en 1968 contre 14 membres de la Sipo à Stanislau, et le dimanche sanglant y est évoqué. Le 6 mai 1968, le tribunal régional de Münster prononce trois peines de réclusion à perpétuité et six peines de prison de longue durée.